# Alan Lear
Pour les articles homonymes, voir Lear.
Alan William Lear, né le 26 octobre 1953 et mort le 26 décembre 2008, est un dramaturge écossais. Il a pour thème la science-fiction et l'horreur, pour la radio BBC Radio 4.